# Храсна
Храсна (болг. Храсна) — село в Благоевградской области Болгарии. Входит в состав общины Сандански. Находится примерно в 23 км к востоку от центра города Сандански и примерно в 70 км к юго-востоку от центра города Благоевград. По данным переписи населения 2011 года, в селе  проживало 5 человек, преобладающая национальность — болгары.

## Население
| Год     | 1934 | 1946 | 1956 | 1965 | 1975 | 1985 | 1992 | 2001 | 2011 |
| ------- | ---- | ---- | ---- | ---- | ---- | ---- | ---- | ---- | ---- |
| Жителей | 390  | 451  | 424  | 210  | 66   | 36   | 25   | 19   | 5    |

|  |